# Fowlsheugh
Fowlsheugh est une réserve naturelle côtière dans l'Aberdeenshire, en Écosse. Elle est connue pour ses falaises de 60 m de haut, utilisées pour leur nidification par des colonies d'oiseaux de mer. Désignée comme « Site of Special Scientific Interest » au Royaume-Uni, elle est la propriété de la Société royale pour la protection des oiseaux. Fowlsheugh peut être accessible grâce à un chemin en haut de la falaise, ou par bateaux qui proviennent du port avoisinant de la ville de Stonehaven.  Des dizaines de milliers d'oiseaux pélagiques reviennent sur le site chaque printemps pour se nourrir, après avoir hivernés en mer ou dans des endroits situés plus au sud, les principales espèces étant le Macareux moine, le petit pingouin, la Mouette tridactyle, le Fulmar boréal et le Guillemot de Troïl.
En raison du réchauffement climatique, les espèces planctoniques actuellement présentes qui préfèrent les eaux froides ne sont pas disponibles dans la quantité requise afin d'aider la grande population de lançon.